# Bethan Morley
Bethan Morley (Ilkley, 9 ottobre 2001) è una mezzofondista britannica.

## Palmarès
| Anno | Manifestazione    | Sede      | Evento          | Risultato | Prestazione | Note |
| ---- | ----------------- | --------- | --------------- | --------- | ----------- | ---- |
| 2023 | Europei di cross  | Bruxelles | Staffetta mista | Bronzo    | 19'48"      |      |
| 2024 | Mondiali di cross | Belgrado  | Staffetta mista | Bronzo    | 23'00"      |      |

## Campionati nazionali
2019
- 8ª ai campionati britannici under-20, 800 m piani - 2'09"15

2022
- 5ª ai campionati britannici, 1500 m piani - 4'21"31
- Argento ai campionati britannici universitari, 800 m piani - 2'08"13

2023
- 9ª ai campionati britannici, 1500 m piani - 4'19"46

2024
- 10ª ai campionati britannici, 1500 m piani - 4'18"02